# 信心希望聯盟
信心希望聯盟，簡稱信望盟，曾是一個主要由多位基督教右派信徒發起的中華民國政黨，成立於2015年9月6日，初期有高俊明牧師作為顧問參與，宣稱超越藍綠。第一屆主席團主席為陳志宏、雷倩、王秉森、張信一，末任主席團主席為陶君亮。，第二屆主席團以陶君亮為首。黨員雖不以基督徒為限，然而絕大多數皆有教會背景。
創黨後隨即投入中華民國第九屆立法委員選舉，並發動公投聯署，遭到諸多LGBT權利運動團體批評。雖達到第一階段連署門檻，但2016年2月，該案最終遭行政院公民投票審議委員會委員以10比1之壓倒性票數，以不屬於法律複決、重大政策之創制複決，或憲法修正案之複決，且不符合一案一事為由駁回。在2016年立委選舉結束後，粉絲專頁鮮少貼文，由於選舉結果不如預期，內部檢討後幾未再以政黨名義對同性婚姻議題發聲。
政黨成員活躍於各種反同婚陳抗活動，前候選人曾獻瑩等人持續積極主導反同婚團體下一代幸福聯盟及反同婚媒體風向新聞（愛傳資訊媒體）之運作；前候選人游信義則發起北北基安定力量聯盟，對支持同性婚姻的時代力量立委黃國昌發動罷免；中部地區簡孟軒亦對台中市政府掛彩虹旗發動群眾抗議。2020年4月29日，內政部公告因未依《政黨法》補正完成，已於4月28日廢止政黨。

## 歷史
2015年1月，由台灣基督教聯盟主辦的第五屆「台灣牧者國是論壇會議」在花蓮舉行，會議最後擬定「台灣教會2020三大目標」，其中包括「轉化國家社會─成立社團（協會），堅固婚姻、關懷弱勢、教育後代；持續調查，讓教會與政府一起提升幸福指數。」台基盟理事長─台北真理堂主任牧師楊寧亞曾表示，在該會議中，對於成立政黨一事「99.9%、各個城市網絡的牧者代表都贊成！」之後台基盟並利用8個月的時間，走訪全台各地的教會區域網絡進行宣傳和組織。
2015年9月6日，信心希望聯盟於中華民國內政部備案正式成立。目標為「擺脫現有的藍綠意識型態，著眼未來發展議題。同時參與中華民國第九屆立法委員選舉，將推出區域與不分區立法委員候選人，積極參與構建年輕人的未來。」
2015年9月20日，信心希望聯盟在台北國際會議中心舉行首次造勢大會-「信心希望之夜」，主題為「用信心為國祈禱，以希望守護台灣」，約有3,500人參加。會中公布首波10位2016年區域立委提名人，選務代表雷倩並宣佈：「今天在這裡，是我們大家一起為這個國家，作新政治的起點。」會中政治大學國關所教授嚴震生、中原大學校長張光正、中研院地球科學研究所研究員汪中和、前籃球國手洪濬正等也到場分享，之後周神助牧師、楊寧亞牧師、鄭博仁牧師、蕭平牧師、蕭祥修牧師、張茂松牧師、邱彼得牧師及各地聯禱會牧師代表109人共同為參選人助禱。
2015年10月18日在桃園中原大學舉行「信心希望之夜」，10位立委參選人輪流發表政見，前交通部長葉匡時、錦鯉女王鍾瑩瑩也受邀分享經驗。
2015年10月26日，於台中世貿二館舉辦「信心希望之夜」，公布另外2位區域立委新參選人，並發表“家庭主流化政策”。
2017年12月7日，《政黨法》正式實施，規定過去依《人民團體法》備案的政黨與政治團體，其組織、章程及相關事項應於政黨法施行後2年內（至2019年12月7日）補正，限期補正仍不符規定者，得廢止其備案。2019年12月24日，經內政部提請政黨審議會審議，決議給予4個月補正期，函請當時尚未完成補正的230個政黨，限期於文到4個月內完成補正。
2020年4月29日，內政部公告信心希望聯盟未依《政黨法》補正，已於4月28日廢止其政黨政治團體身份，並發文請該組織進行財產清算。

## 組織
目前信望盟的主要核心人物，部分是各宗派基督教會的牧師，及具有基督教信仰的社會人士所組成。

### 主席團
信望盟採主席團制。第一屆主席團包括陳志宏、雷倩、莊東傑、王秉森、張信一五人，輪值主席與發言人為陳志宏、中區代表為王秉森、南區代表為莊東傑、東區代表為張信一、選務代表為雷倩。
主席團於2017年當中進行改選，由前不分區候選人陶君亮擔任輪值主席，並發表黨慶兩周年談話，其他主席團成員未明。

### 中央執行委員會委員
第一屆中執委6人：凱方·達斯努南、王桂華、曾獻瑩、林慶忠、張蒙恩、蕭平。。

### 中央諮詢委員、顧問
第一屆中央諮詢委員有3名，為張茂松、楊寧亞、鄭博仁。
高俊明在2015年10月30日公開致歉並辭去信望盟顧問一職，表示會遵守台灣基督長老教會總會不參與任何政黨的立場。

### 中央廉政勤政委員
劉群茂。

## 政治理念
信心希望聯盟承諾打造一個全新的政治平台，鼓勵青年理性參與公共事務、協助優秀人才投身政治工作，政策主張為「Vote Yes」，即青年（Youth）、教育（Education）、環境（Environment）與社會價值（Social value）。

### 公約
信心希望聯盟的公約為：
一、不賄選、不買票；
二、不用仇恨動員選民；
三、不用謊言攻擊對手；
四、不用權位謀取私利；
五、認真勤奮為民服務。

### 宣言
一、倡議和平，不支持或鼓吹統獨立場；
二、放眼未來，不背書現有政黨及其總統候選人；
三、持守價值，理性討論公共議題，不看藍綠只問是非。

### 政見
| 領域     | 訴求                                                                                         | 政策主張 |
| -------- | -------------------------------------------------------------------------------------------- | --- |
| 青年未來 | 因應全球化造成的商品及勞動力大過剩， 處理青年發展、就業、創業及成家相關議題                  | 1.發展公益型就業及照護產業 2.建立青年公共創業平台及創客中心 3.發展數位平台，增加文創產業及線上線下整合型就業機會 4.推動健康家庭基本法及友善家庭社會環境促進法           |
| 教育理念 | 因應台灣社會變遷與全球競爭， 強化社會關懷、品格教育、服務學習， 提供多元教育選擇縮減學用落差 | 1.完整落實家庭教育法 2.強化品格教育與服務學習 3.推廣均一教育，縮減學用落差 4.重視家長教育參與權，保障學生受教權                                                         |
| 生態環境 | 因應全球環境永續發展的挑戰與台灣特有的生態問題， 強化人類為地球的良善管理人觀念              | 1.推動低碳永續家園計畫，支持資源循環利用 2.發展精緻農業，建立在地化的三級產業鏈 3.全面檢討國土規劃，促進土地資源合理分配 4.訂定原住民族基本法相關子法，深化生態環境保護 |
| 社會價值 | 因應未來環境、微生物或人為的大災難， 發展災防準備，強化仁愛、助人、尊重等社會價值            | 1.強化政府、民間、第三部門 (NPO/NGO) 夥伴關係 2.鼓勵民間發展災防準備、通報及應變系統 3.倡導仁愛、互助的社會價值 4.重建彼此尊重的文化，消弭媒體亂象及網路霸凌            |

#### 推動健康家庭基本法
曾獻瑩：「韓國在2004年就制定了健康家庭法，成立中央家庭政策委員會，透過法律的制定、政策的推動，直接把國家的資源，投注在每一個家庭的需要上。」 

#### 訂定原住民族基本法之相關子法
林信義：「原住民族基本法已經三讀通過，規定兩年內要訂出子法，至今過了好幾個兩年還沒訂出。所以他要強力監督政府把子法訂出來。」伊藍‧明基努安: 「期待已經三讀通過的原住民基本法能夠執行，如此才能改變原住民的生活和經濟。」

#### 設立公益公司法
南岳君：應該設立公益公司法，並引導大企業的回饋資金到公益公司中。「應用創新的創業方式，增加新的工作跟解決社會問題。」

## 爭議

### 教會支持
傳出部分教會為信望盟公開拉票，號召信徒為政黨奉獻，與原先的政教分離傳統不符。
對此輪值主席陳志宏回應，「各教會以哪些方式宣傳，他們尊重教會自主。」

### 宗教介入校園
2015年12月30日，教育部第6屆性別平等委員會表示：近日不少家長及基層教師反映，學校透過晨會或於回家作業，夾帶具有特定宗教背景「信心希望聯盟」政黨等發起的反同性婚姻護家公投連署書，引起恐慌及質疑，恐違反《教育基本法》、《私立學校法》及《性別平等教育法》。
2016年選舉期過後，教育部並未對此事件進行任何違法裁定、告誡或是議處等聲明。

### 與性別平權運動之爭
在2016年立委選舉期間，信望盟除了以「守護家庭公投」之名推動反同性婚姻之外，對其他的議題並沒有多作著墨，被段宜康批評：「骨子裡對同性戀的歧視與抹黑，與納粹黨又有何不同。」
立委候選人曾獻瑩持續積極主導反同婚團體下一代幸福聯盟及反同婚媒體風向新聞（愛傳資訊媒體）的運作，信望盟輪值主席陳志宏仍自稱「這（反同性婚姻）不是信望盟的關注焦點，信望盟重視其他議題，如青年就業、家庭教育、社會價值等。」
公約雖然自稱不以仇恨動員、不以謊言攻擊，但是卻造謠抹黑性別平權運動，引起婦女團體不滿。六四民運人士吾爾開希也向信心希望聯盟開炮，指該黨剝奪同性戀自由，認為「這是教壞小孩」、「宗教不該成為散播仇恨的理由」。。
第13屆同志大遊行當日，信望盟官方臉書粉絲團擷取部分同志大遊行中的零星極端訴求參與者之照片，以此攻擊時代力量、民進黨、綠黨社會民主黨聯盟，引發社會議論。2015年11月10日，民進黨發出聲明，要求信望盟停止發布抹黑影片，停止以移花接木的手法散佈不實訊息。。綠黨社會民主黨聯盟亦發表聲明，指出「特定團體或政黨此類偏頗、窄化、操弄單一議題的不實言論，絕非促進議題討論方式更非良善之舉。若仍執意散播不實言論，移花接木、曲解訴求，綠黨社會民主黨聯盟將採取法律行動」。

## 選舉參政

### 2016年中華民國立法委員選舉

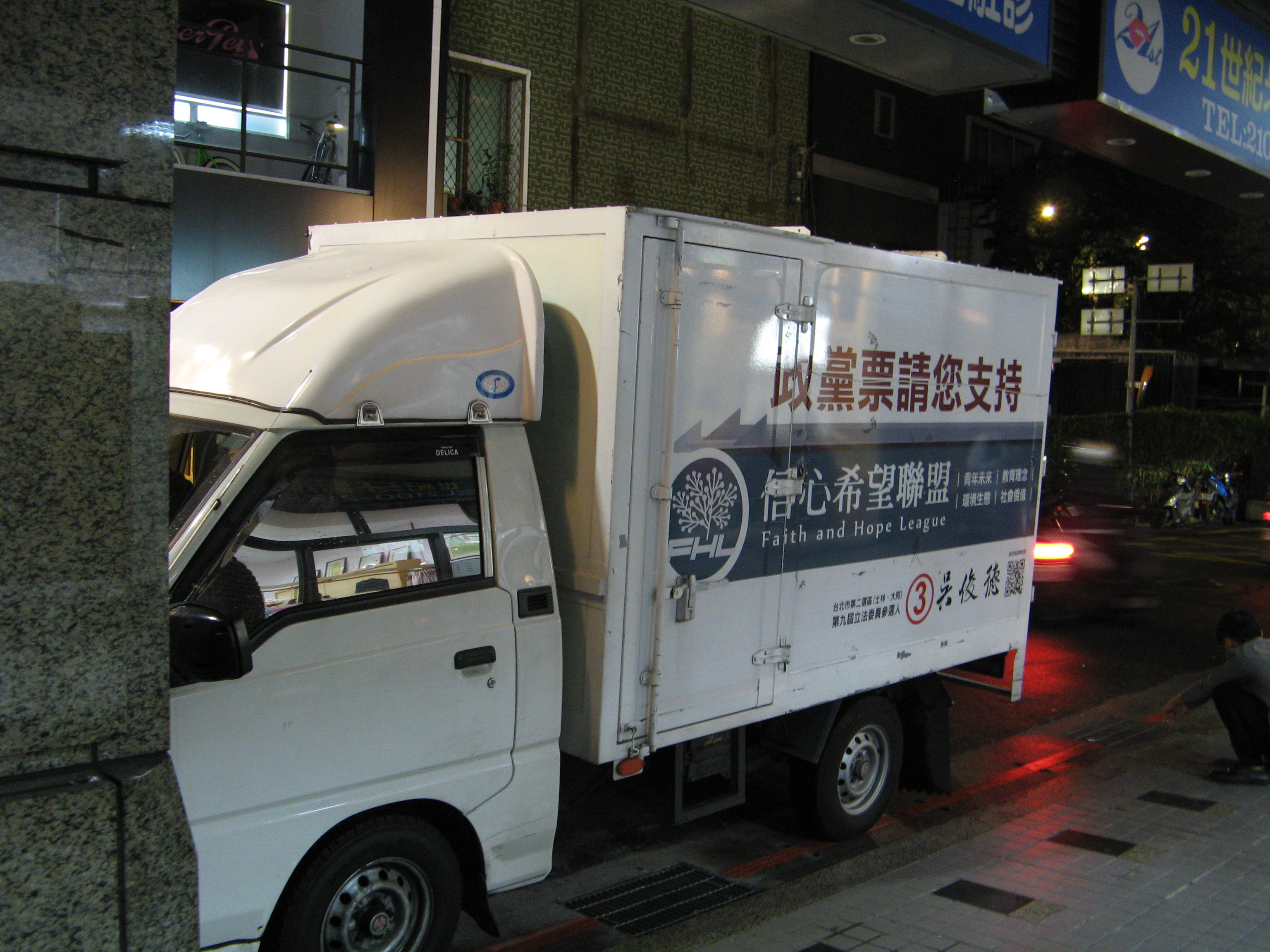
信心希望聯盟宣傳廣告

#### 不分區立委
共提名6位不分區立委候選人，其中陶君亮與南岳君原為區域立委擬參選人。2016年1月16日公布結果為，該黨的政黨票拿到20萬6,629張，政黨票得票率拿到1.6951%，為全國政黨得票排名第八，高於前立委徐欣瑩所成立的民國黨。花蓮與臺東地區，在該黨在原住民候選人的拉抬下，得票超越綠黨社會民主黨聯盟及台灣團結聯盟，排名第六。雖無法通過5%門檻，亦未及3.5%補助款門檻，但取得政黨政治獻金可抵稅的資格。
| 順序 | 候選人 | 經歷 | 得票數  | 得票率  | 結果 |
| ---- | ------ | --- | ------- | ------- | ---- |
| 1    | 董保城 | 考選部部長、政務次長 政治大學法學院教授、總務長、公企中心主任 台北科技大學人文社會科學院教授、東吳大學副校長                              | 206,629 | 1.6951% | 落選 |
| 2    | 李莉娟 | 刑事警察局女警組組長 北市府警察局女警隊長、行政科長 臺北市警局文山一、中正二分局分局長 台保副總隊長 基隆港務警察局局長 臺北市警察局警政監 | 206,629 | 1.6951% | 落選 |
| 3    | 黃廼毓 | 國立臺灣師範大學副教授、教授 台灣家庭生活教育專業人員協會理事長 台灣閱讀協會理事、理事長、秘書長                                          | 206,629 | 1.6951% | 落選 |
| 4    | 陶君亮 | 巨星造船股份有限公司 工商建研會第二期會長 青創總會第九屆創業楷模 桃園全福會會長                                                           | 206,629 | 1.6951% | 落選 |
| 5    | 南岳君 | 台灣世界展望會會長 AT&T美台電訊有限公司處長                                                                                               | 206,629 | 1.6951% | 落選 |
| 6    | 馮珮   | 高雄市晚晴婦女協會理事 高雄市婦女新知協會總幹事 高雄市婦女新知協會理事長                                                                  | 206,629 | 1.6951% | 落選 |

#### 區域立委
共提名10位區域立委候選人。原區域立委擬參選人陶君亮與南岳君轉列為不分區立委後選人。2016年1月16日公布結果未能爭取到席次。
| 公布日期       | 參選選區           | 號次       | 候選人                  | 職業                                                                                           | 得票數 | 得票率  | 結果   |
| -------------- | ------------------ | ---------- | ----------------------- | ---------------------------------------------------------------------------------------------- | ------ | ------- | ------ |
| 2015年9月20日  | 山地原住民選舉區   | 9          | 林信義（泰雅族）        | 前桃園縣復興鄉鄉長 廣播節目主持人 桃園大溪懷恩教會長老                                         | 6,185  | 5.4751% | 未當選 |
| 2015年9月20日  | 山地原住民選舉區   | 5          | 伊藍‧明基努安（布農族） | 前台東縣延平鄉桃源村村長 前台灣第一民族黨副主席及山地原住民立委參選人                          | 7,750  | 6.86%   | 未當選 |
| 2015年9月20日  | 高雄市第三選舉區   | 1          | 梁蓓禎                  | 高雄龍華國中音樂老師 教育部中央課程與教學輔導諮詢教師                                          | 11,546 | 6.04%   | 未當選 |
| 2015年9月20日  | 臺中市第四選舉區   | 4          | 葉春幸                  | 數學老師 台中活出美好關懷協會創辦人 台市中西區市議員候選人                                     | 9,184  | 5.13%   | 未當選 |
| 2015年9月20日  | 新竹市選舉區       | 轉列不分區 | 南岳君                  | 美商AT&T公司 朗訊科技副總經理 鴻海集團富士康科技事業處處長 玖龍紙業總經理 前台灣世界展望會會長 | －     | －%     | 未當選 |
| 2015年9月20日  | 桃園市第三選舉區   | 轉列不分區 | 陶君亮                  | 巨星造船董事長                                                                                 | －     | －%     | 落選   |
| 2015年9月20日  | 台北市第二選舉區   | 3          | 吳俊德                  | 街友 主廚                                                                                      | 3,550  | 1.96%   | 未當選 |
| 2015年9月20日  | 臺中市第五選舉區   | 1          | 簡孟軒                  | 中華履行公益服務協會秘書長 典躍舞團團長                                                        | 14,502 | 6.8893% | 未當選 |
| 2015年9月20日  | 新北市第六選舉區   | 3          | 游信義                  | 松樂科技服務有限公司 升元人力資源有限公司                                                      | 2,626  | 1.7891% | 未當選 |
| 2015年9月20日  | 新北市第十二選舉區 | 4          | 陳永順                  | 前基隆市實踐里里長 新北市議員參選人 農會理事                                                   | 4,892  | 3.1306% | 未當選 |
| 2015年10月26日 | 新竹縣選舉區       | 7          | 卓恩宗                  | 友達光電股份有限公司研發                                                                       | 5,442  | 2.1389% | 未當選 |
| 2015年10月26日 | 臺北市第六選舉區   | 9          | 曾獻瑩                  | 愛傳資訊媒體發展協會秘書長 台北真理堂傳播部負責人 臺灣大學Global MBA 台積電卓越工程師          | 4,826  | 3.0057% | 未當選 |

### 2018年中華民國地方公職人員選舉

#### 直轄市長與市議員選舉
共提名3位直轄市議員候選人。
| 公布日期      | 參選選區                         | 號次 | 候選人 | 職業                                                                              | 得票數 | 得票率 | 結果 |
| ------------- | -------------------------------- | ---- | ------ | --------------------------------------------------------------------------------- | ------ | ------ | ---- |
| 2018年4月25日 | 臺中市第八選舉區(北屯區)         | 1    | 簡孟軒 | 中華履行公益服務協會秘書長 典躍舞團團長                                           | 5,083  | 3.75%  | 落選 |
| 2018年8月31日 | 高雄市第四選舉區(楠梓區、左營區) | 6    | 梁蓓禎 | FIGHT.K國際「心」教育執行長 高雄龍華國中音樂老師 教育部中央課程與教學輔導諮詢教師 | 5,754  | 2.76%  | 落選 |
| 2018年8月31日 | 臺中市第九選舉區(北區)           | 1    | 江秉彝 | 簡孟軒立法委員、市議員競選幕僚 立法院親民黨團助理 攝影師 店商創業家               | 1,538  | 2.06%  | 落選 |

#### 縣市長與縣市議員選舉
共提名1位縣市議員候選人，推薦1位縣市議員候選人。
| 政黨提名      | 政黨提名                     | 政黨提名 | 政黨提名                | 政黨提名                                                                                   | 政黨提名 | 政黨提名 | 政黨提名 |
| 公布日期      | 參選選區                     | 號次     | 候選人                  | 職業                                                                                       | 得票數   | 得票率   | 結果     |
| ------------- | ---------------------------- | -------- | ----------------------- | ------------------------------------------------------------------------------------------ | -------- | -------- | -------- |
| 2018年4月25日 | 臺東縣第12選舉區(山地原住民) | 1        | 伊藍‧明基努安（布農族） | 原民會布農族族群委員 前台東縣延平鄉桃源村村長 前台灣第一民族黨副主席及山地原住民立委參選人 | 813      | 34.51%   | 落選     |
| 政黨推薦      |                              |          |                         |                                                                                            |          |          |          |
| 公布日期      | 參選選區                     | 號次     | 候選人                  | 職業                                                                                       | 得票數   | 得票率   | 結果     |
| 2018年10月3日 | 嘉義市第一選舉區(東區)       | 1        | 吳俊達                  | 現任王田里里長 嘉義基督教醫院資深工程室內設計師 嘉義慈善基金會董事                         | 1,393    | 2.23%    | 落選     |

## 外部連結
- 信心希望聯盟的Facebook專頁[]
- YouTube上的信心希望聯盟頻道[]